# Крофорд (округ, Пенсильвания)
Округ Крофорд (англ. Crawford County) располагается в США, штате Пенсильвания. По состоянию на 2010 год, численность населения составляла 88 765 человек. Был основан 12 марта 1800 года, получил своё название в честь соратника Джорджа Вашингтона, американского полковника Уильяма Кроуфорда (1732–1782).

## География
По данным Бюро переписи США, общая площадь округа равняется 2688 км², из которых 2624 км² суша и 65 км² или 2,41 % это водоёмы.

## Население
По данным переписи населения 2000 года в округе проживает 90 366 жителей в составе 34 678 домашних хозяйств и 23 858 семей. Плотность населения составляет 34,00 человека на км2. На территории округа насчитывается 42 416 жилых строений, при плотности застройки около 16-ти строений на км2. Расовый состав населения: белые — 97,00 %, афроамериканцы — 1,59 %, коренные американцы (индейцы) — 0,20 %, азиаты — 0,28 %, гавайцы — 0,03 %, представители других рас — 0,13 %, представители двух или более рас — 0,77 %. Испаноязычные составляли 0,59 % населения независимо от расы.
В составе 30,40 % из общего числа домашних хозяйств проживают дети в возрасте до 18 лет, 55,60 % домашних хозяйств представляют собой супружеские пары проживающие вместе, 9,20 % домашних хозяйств представляют собой одиноких женщин без супруга, 31,20 % домашних хозяйств не имеют отношения к семьям, 26,20 % домашних хозяйств состоят из одного человека, 11,60 % домашних хозяйств состоят из престарелых (65 лет и старше), проживающих в одиночестве. Средний размер домашнего хозяйства составляет 2,50 человека, и средний размер семьи 3,01 человека.
Возрастной состав округа: 24,70 % моложе 18 лет, 9,20 % от 18 до 24, 26,60 % от 25 до 44, 23,90 % от 45 до 64 и 23,90 % от 65 и старше. Средний возраст жителя округа 38 лет. На каждые 100 женщин приходится 94,80 мужчин. На каждые 100 женщин старше 18 лет приходится 90,80 мужчин.